# IC 3442
IC 3442 ist eine ellitpsiche Zwerggalaxie vom Hubble-Typ E1 im Sternbild Coma Berenices am Nordsternhimmel. Sie ist schätzungsweise 53 Millionen Lichtjahre von der Milchstraße entfernt und hat einen Durchmesser von etwa 20.000 Lichtjahren. Die Galaxie wird unter der Katalognummer VVC 1355 als Mitglied des rund 54 Millionen Lichtjahre entfernten Virgo-Galaxienhaufens gelistet.

Im selben Himmelsareal befinden sich u. a. die Galaxien NGC 4501, IC 3432, IC 3476, IC 3478.
Das Objekt wurde am 10. Mai 1904 von Royal Harwood Frost entdeckt.